# Маймуниты
Маймуни́ты (араб. ميمونية‎, майму́нийя) — приверженцы «крайней» хариджитской секты. Основатель — Маймун ибн Халид.

## Особенности
Исламские богословы считают эту секту вышедшей из ислама. Аль-Хусейн аль-Карабиси в своей книге о хариджитах рассказал, что маймуниты считали дозволенным мужчине вступать в брачные отношения с дочерьми дочерей и дочерьми детей братьев и сестёр. Аль-Кааби и аль-Ашари сообщили о том, что по мнению маймунитов Сура Йусуф является это всего лишь любовным повествованием. Маймуниты также считали, что дети многобожников будут в раю.
Основатель — Маймун ибн Халид был аджрадитом, но отличался от них следующими взглядами:
- человек обладает свободой воли
- действие является творением и созданием человека
- возможность совершить действие предшествует самому действию и др.[2]